# Phthiria inconspicua
Phthiria inconspicua är en tvåvingeart som beskrevs av Becker och Stein 1913. Phthiria inconspicua ingår i släktet Phthiria och familjen svävflugor.
Artens utbredningsområde är Iran. Inga underarter finns listade i Catalogue of Life.